# Upper Boddington
Upper Boddington är en by i civil parish Boddington, i distriktet West Northamptonshire, i grevskapet Northamptonshire, i England. Byn är belägen 13 km från Daventry. Orten har 431 invånare (2009). Upper Boddington var en civil parish fram till 1935 när blev den en del av Boddington. Civil parish hade 198 invånare år 1931.